# Днепровский буроугольный бассейн
Днепровский буроугольный бассейн — буроугольный бассейн на территории Украины. Занимает центральную часть страны, а именно (с севера на юг) Житомирскую, Винницкую, Киевскую, Черкасскую, Кировоградскую, Запорожскую и Днепропетровскую, частично Полтавскую, Николаевскую и Херсонскую области. Разработка бассейна ведется со второй половины 19 века. Балансовые запасы — 2,24 млрд. тонн. Подготовлено к эксплуатации 8 месторождений (по 4 месторождения открытым и закрытым способами) с суммарной мощностью 115 млн т.

## Характеристика
Обнаружено около 200 месторождений бурого угля. Площадь — 150 тыс. км². Разведанные запасы около 3 млрд тонн, в т.ч. для добычи открытым способом 0,5 млрд тонн. Пром. центр добычи — Александрия (Кировоградская область). Промышленная угленосность связана с палеогеновыми отложениями в кристаллических породах Украинского массива. Залегает уголь в виде одного или нескольких пластов мощностью от нескольких сантиметров до 18 м (основных 2-6 м) на глубине 10-120 м. Содержание углерода 60-69%, теплота сгорания 1800-1900 ккал/кг. Разрабатывается 9 месторождений, промышленное значение имеют 30 месторождений. Влажность угля 54-58%, зольность 15-30%, массовая доля серы 3-4%, наименьшая теплота сгорания (Q) 5,0- 9,2 мДж/кг.
Показатели угля:
- Влажность рабочего топлива (Wr) 55 — 58%,
- Влажность аналитической пробы (Wa) 10 — 14%,
- Зольность сухого топлива (Ad) 15 — 25%,
- Общее содержание серы в сухом топливе (Std)	2,5 — 4,0%,
- Содержание углерода в сухом беззольном топливе (Cdaf) 66 — 70%
- Содержание водорода в сухом беззольном топливе (Hdaf) 5,8- 6,3%,
- Содержание азота в сухом беззольном топливе (Ndaf) 0,8 — 0,9%,
- Содержание кислорода в сухом беззольном топливе (Odaf) 18,5- 22,5%,
- Содержание летучих с сухого беззольного топлива (Vdaf) 58 — 61%,
- Нижняя теплота сгорания рабочего топлива (Qhr) 7,5-8,0 МДж/кг,
- Выход безводного экстракта с сухого топлива (Bd) 2 — 18%,
- Выход первичных смол с сухого топлива (Td) 5- 25%.